# Poor Dionis
Poor Dionis o Poor Dionysus (en rumano: Sărmanul Dionis, originalmente escrito  Sermanul Dionisie; también traducida como  Miserable Dionisio  o  El doloroso Dionis ) es una obra en prosa de 1872 del poeta Mihai Eminescu, clasificada por los eruditos como ya sea una novela o un cuento de hadas moderno. Es una interpretación liberal de la filosofía alemana contemporánea y de motivos antiguos, discutiendo temas como viajes en el tiempo y reencarnación a través de la lente del  idealismo post-kantiano. Su personaje central epónimo, un erudito que sueña despierto, se mueve entre yoes a lo largo del tiempo y el espacio, entre su miserable hogar, su anterior existencia como monje en el siglo XV en Moldavia, y su existencia de alto nivel como celestial Zoroastro.
"Pobre Dionis" es una de las primeras y más características obras de Literatura fantástica  en Literatura rumana, y uno de los últimos textos  Románticos del poeta. Más allá de su vocabulario filosófico, la historia es el homenaje de Eminescu a los fundadores del Romanticismo alemán (ETA Hoffmann, Novalis) y la  literatura francesa moderna (Théophile Gautier). Leído por Eminescu en su inducción al club literario "Junimea", fue descartado como una rareza incoherente por los críticos de la época, y pasado por alto por los investigadores antes de 1900. Luego fue revaluado por generaciones sucesivas, comenzando con el movimiento simbolista en Rumania (simbolistas rumanos), que sirve para inspirar tanto a los modernistas de la literatura modernista como a los posmodernistas de la literatura posmoderna.
Tradicionalmente, "Pobre Dionis" ha intrigado a los investigadores con su complejidad cultural, discutida en relación con el Vedanta, Gnosticismo, o la teoría de la relatividad. Su descripción poco confiable del pasado histórico también se observa en relación con la tradición inventada, en el contexto del nacionalismo rumano, mientras que su descripción de escenas contemporáneas mundanas puede ofrecer como autoficción una visión de la biografía de Eminescu. Su descripción favorable de judíos y del judaísmo también llamó la atención, y se mantuvo en contraste con otras obras de Eminescu, que rayan en el antisemitismo. Sin embargo, varios estudiosos ven "Pobre Dionis" principalmente como una obra de pura fantasía literaria.

## Argumento
Eminescu comienza su historia en medio del pensamiento, con reflexiones en primera persona sobre subjetividad,  qualia , percepción del tiempo, y el mundo físico es " el sueño de nuestra alma". El narrador luego revela que esta es una cita del aficionado metafísico Dionis. Describe a este último como un joven descuidado, pero apuesto, reducido a la pobreza y propenso a soñar despierto. Es un huérfano, nacido fuera del matrimonio de un aristócrata misterioso y la hija de un sacerdote. Aunque es un apasionado esoterista y lector de libros sagrados, Dionis es más "un ateo supersticioso".
En su miserable habitación, Dionis está estudiando un almanaque de astrología, y escucha, a través de la ventana abierta, a una niña cantando; encantado por el sonido, ve (o imagina) a la niña como una Ofelia moderna. En este ensueño, con los ojos fijos en el zodíaco, Dionis comprende que puede viajar libremente al pasado glorificado. Él elige como destino la antigua Moldavia, bajo el gobierno del Príncipe Alejandro el Bueno. Cuando despierta, se encuentra en un prado cerca de Iași, vestido con ropa monástica Ortodoxa y agarrando el almanaque. Es Fray Dan, que solo ha soñado con ser Dionis, y el libro es un regalo de su maestro, Ruben.

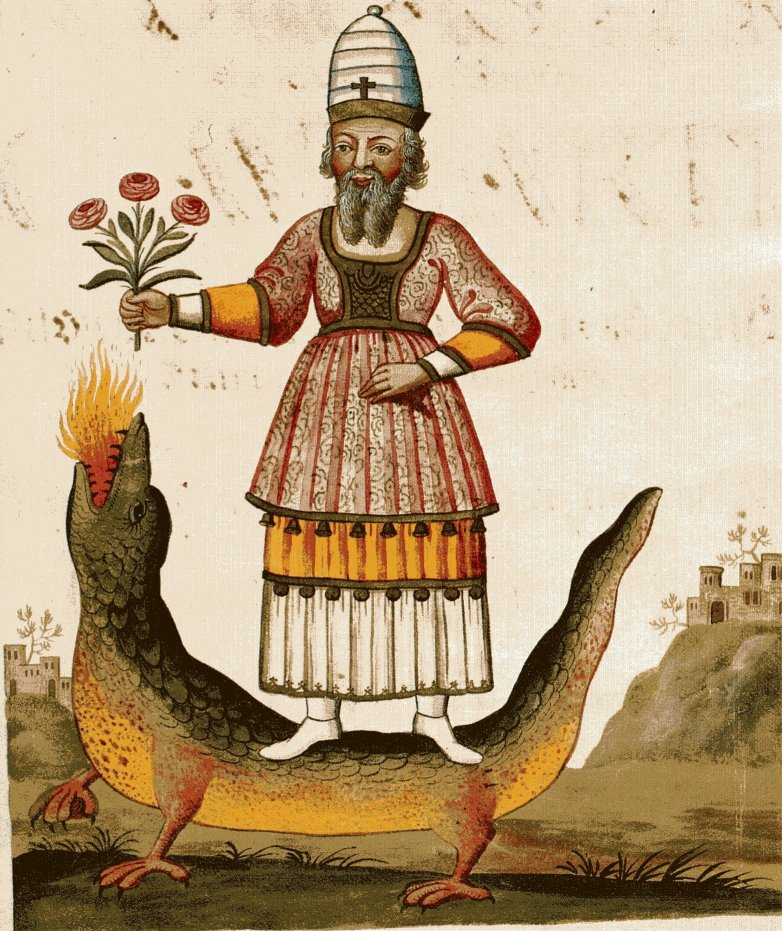
Zoroastro, como se describe en el tratado alemán de Alquimia del, Clavis Artis

Rubén, un erudito y piadoso  Judío sefardí que vive en el exilio en el Monasterio de Socola, ha instruido a su alumno favorito sobre "metempsicosis" y aporte: "puedes deslizarte en las vidas de todos los que condujeron a tu vida y en todas las vidas futuras causadas por tu vida presente"; "puedes ir a cualquier lugar que quieras, aunque no puedes dejarlo vacío detrás de ti. No existe el espacio completamente vacío". Los viajes simultáneos en el espacio-tiempo, enseña Rubén, solo pueden ocurrir si uno cambia de lugar con sus antepasados o descendientes. Tomando la experiencia de Dionis como evidencia de que Ruben tiene razón, Dan pide ser transportado a un universo ideal, y su maestro le dice que ese lugar existe "en tu alma inmortal". Si Dan desea alcanzarlo, debe leer cada séptima página de un libro de  hechizos: cada uno lo llevará a un nuevo lugar, en ningún orden conocido, y ningún lugar puede visitarse dos veces. Después de que Dan se va, libro en mano, se revela que Rubén ha sido poseído por Satan, quien se alegra de haber atrapado a un monje piadoso: el libro es de hecho un instrumento de perdición.
De vuelta en su habitación, Dan decide usar el libro con un propósito egoísta. Está enamorado de María, hija de  Spatharios  Mesteacăn, y secretamente desea secuestrarla. Mientras Dan sopesa las posibilidades, su propia sombra comienza a hablarle, diciéndole que el libro que leyó fue escrito por el profeta Zoroastro; y que él, Dan, como la reencarnación de Zoroastro, tiene derecho a usar el libro como le plazca. El monje y su sombra llegan a un acuerdo: Dan asignará la identidad de su mortal a la sombra, mientras que él mismo se convertirá en una " forma de luz", con el poder de la sombra para trascender. Bajo este disfraz, Dionis visita a María y la convence de hacer un intercambio similar con su propia sombra.
Como nuevo Zoroastro, Dan lleva a su amante a la luna. Ya no retenido por las leyes de la física, reorganiza la esfera celeste y el paisaje lunar para el placer de María, construyéndole una morada celestial, atendida por los ángeles y decorada con flores azules; en esta disposición, la Tierra misma es un átomo despreciable, consumido por el odio y la guerra. Dan descubre que todo el cosmos es suyo, a excepción de la inaccesible "cúpula de Dios". Se obsesiona con mirar el semblante divino y remodelar a los ángeles en instrumentos de su voluntad; Dan comienza a formular un pensamiento, que él mismo puede ser Dios, y puede que no recuerde tanto.
Con esta blasfemia (a medio pronunciar), todo está perdido. Sintiéndose expulsado del cielo, Dan vuelve a despertar como Dionis y vislumbra a la chica cantante: "Ofelia" es la María de Dan. Aún confundido por su aparente cambio de estatus, y sin estar seguro de sí mismo, Dionis decide escribirle una carta, confesándole su afecto. Cuando, desde la ventana, le muestra que la carta la ha impresionado, Dionis se desmaya de la emoción. Es llevado al hospital por filántropos preocupados y se recupera lentamente, mientras María arregla secretamente que le limpien y reacondicionen su habitación. Dionis se despierta en una casa hermosa, con María cuidándolo. Se vuelven amantes.
En Iași medieval, Dan también experimenta un rudo despertar y, como Dionis, aparentemente está enfermo. Lo visita un hombre judío, a quien toma por un  kaftan  - y  payot  - vistiendo a Ruben - diciéndole que la sombra que dejó atrás ha escrito una preciosa memoria. "Ruben" se revela a sí mismo como su vendedor de libros, Riven, y niega tener conocimiento de sus diálogos sobre la metempsicosis. Abatido, Dan comienza a sospechar que ha sido engañado por demonios. Eminescu finaliza su relato con una serie de preguntas abiertas, sin revelar ninguna moraleja explícita a la historia.

## Historia de la publicación y nota al pie poética
La narración vino con las "notas concluyentes" de Eminescu, y termina con una cita del poeta romántico Théophile Gautier, en la propia traducción de Eminescu. Se remontan a una carta sobre teatro, dirigida a Gérard de Nerval y publicada por primera vez en 1858 "Histoire de l'art dramatique en France depuis vingt-cinq ans III". Parte del fragmento dice:

No siempre somos del país donde nacimos... y por eso seguimos buscando nuestra verdadera patria. Parece que he vivido en Oriente, y que durante el carnaval, cuando me disfrazo con... unas chucherías auténticas, me siento como si me hubiera puesto mi ropa de verdad. Con frecuencia me sorprende no entender el árabe. Debe ser que lo he olvidado.
Traducción de Sasha Colby, Stratified Modernism: The Poetics of Excavation from Gautier to Olson, p. 48. Berna: Editorial Peter Lang, 2009. ISBN 978-3-03911-932-5; Eminescu's emphasis added.

Eminescu terminó de escribir su historia durante un extenso viaje de estudios a Viena. Según se informa, se lo leyó por primera vez a un amigo y colega escritor Ioan Slavici, cuyos comentarios inauguraron una larga secuencia de críticas negativas: en ese momento, Slavici describió el trabajo como simplemente "extraño". Otro colega rumano en Viena, el lingüista Vasile Burlă, también encontró que  Pobre Dionis  era de una naturaleza romántica "extravagante y sensacionalista". Su afirmación de haber conocido la obra en sus primeras etapas se contrasta con los recuerdos de otro estudiante de Viena, Teodor V. Ștefanelli. Él escribe: "Eminescu nunca compartió con nadie lo que estaba escribiendo, y si hubiera escrito algo, ni siquiera se lo mostraría a sus compañeros de cuarto, pero guardó su manuscrito. Por lo tanto, conocimos a Pobre Dionis y toda su poesía sólo en su forma impresa ".
Eminescu hizo un viaje de regreso al país y, el 1 de septiembre de 1872, leyó la historia a sus patrocinadores en  Junimea , su "primer contacto personal" con ese club literario. Los literatos  Junimea  dieron una tibia acogida al  Pobre Dionis . Según consta en el diario oficial de la sociedad, los doyens  junimistas  Titu Maiorescu y Vasile Pogor señalaron que "el final y la resolución no encajan en toda la estructura". Según el historiador literario Alexandru Piru, tales reacciones fueron meramente miopes: "Los  junimistas  no se dieron cuenta de que, en el fondo, con su uso de escenarios de cuentos de hadas, Eminescu describió el destino del genio artista a quien un El entorno hostil lo ha condenado a una vida quimérica y deplorable." Sin embargo, Maiorescu y Pogor acordaron publicar "Poor Dionis" en la revista del club, "Convorbiri Literare", donde apareció el primer episodio el 1 de diciembre de 1872.
Un relato particularmente virulento de la lectura de "Junimea" sobrevive en las memorias de George Panu. Afirmando hablar por todo el grupo, Panu relató que la obra se lee como "una aberración filosófica", "tan débil como se pone", sin "al menos las características de una novela de fantasía". Los biógrafos de Eminescu han descartado la afirmación de Panu como una mistificación. Un enérgico oponente del conservadurismo nacional de Eminescu, Panu ni siquiera estaba en contacto con "Junimea" cuando "Pobre Dionis" fue presentado para revisión. No desanimado por la recepción, Eminescu respondió con una sátira sutil, destinada a ser leída como un apéndice de "Pobre Dionis": "Cugetările Sărmanului Dionis" ("Reflexiones del pobre Dionis"). Estaba entretejido en la primera entrega de la historia publicada en "Convorbiri Literare".

## Temas
Pobre Dionis  sigue siendo un trabajo pionero en los subcapítulos de  fantasía y de la era romántica de Literatura rumana. La erudita rumana Zoe Dumitrescu-Bușulenga describe la "gran novela" de Eminescu como "una de las obras más bellas y particulares del romanticismo europeo". Luisa Valmarin, la filóloga italiana, llama a la obra de Eminescu "la única novela filosófica producida por el romanticismo rumano". Entre los estudiosos que consideran la historia principalmente como una novela, Eugen Lovinescu también describió a Dionis como uno de los primeros y más importantes protagonistas del género, tal como se había desarrollado en Rumania. Al revisar la reacción de  Junimea , el mismo Lovinescu también notó que  Pobre Dionis  llevó consigo un choque cultural, exponiendo a Rumania al "huracán de genio de Eminescu, incorporando todos los elementos del sentimentalismo alemán, filtrado a través de un temperamento singular, personal."
La historia señala algunas transiciones esenciales en el trabajo de Eminescu. Luisa Valmarin escribe que Eminescu avanzó desde sus primeras representaciones de lo oculto: en  Strigoii , el tema reconstruye una mitología antigua; en "Poor Dionis", los símbolos ocultos se toman prestados para un escape real a un universo mágico. El movimiento, señala, "prefigura" los poemas de Eminescu. Los eruditos George Călinescu y Eugen Simion proporcionan relatos algo diferentes: el poema "Mirodonis", adaptado del folklore rumano anterior, les parece un precursor directo de la narrativa de Dionis, especialmente cuando se trata del paisaje poético. Los investigadores, comenzando con Garabet Ibrăileanu, también describen "Poor Dionis" como una represalia de la "novela juvenil" de Eminescu, "Geniu pustiu", de la que tomó prestados fragmentos enteros.

### Novela filosófica

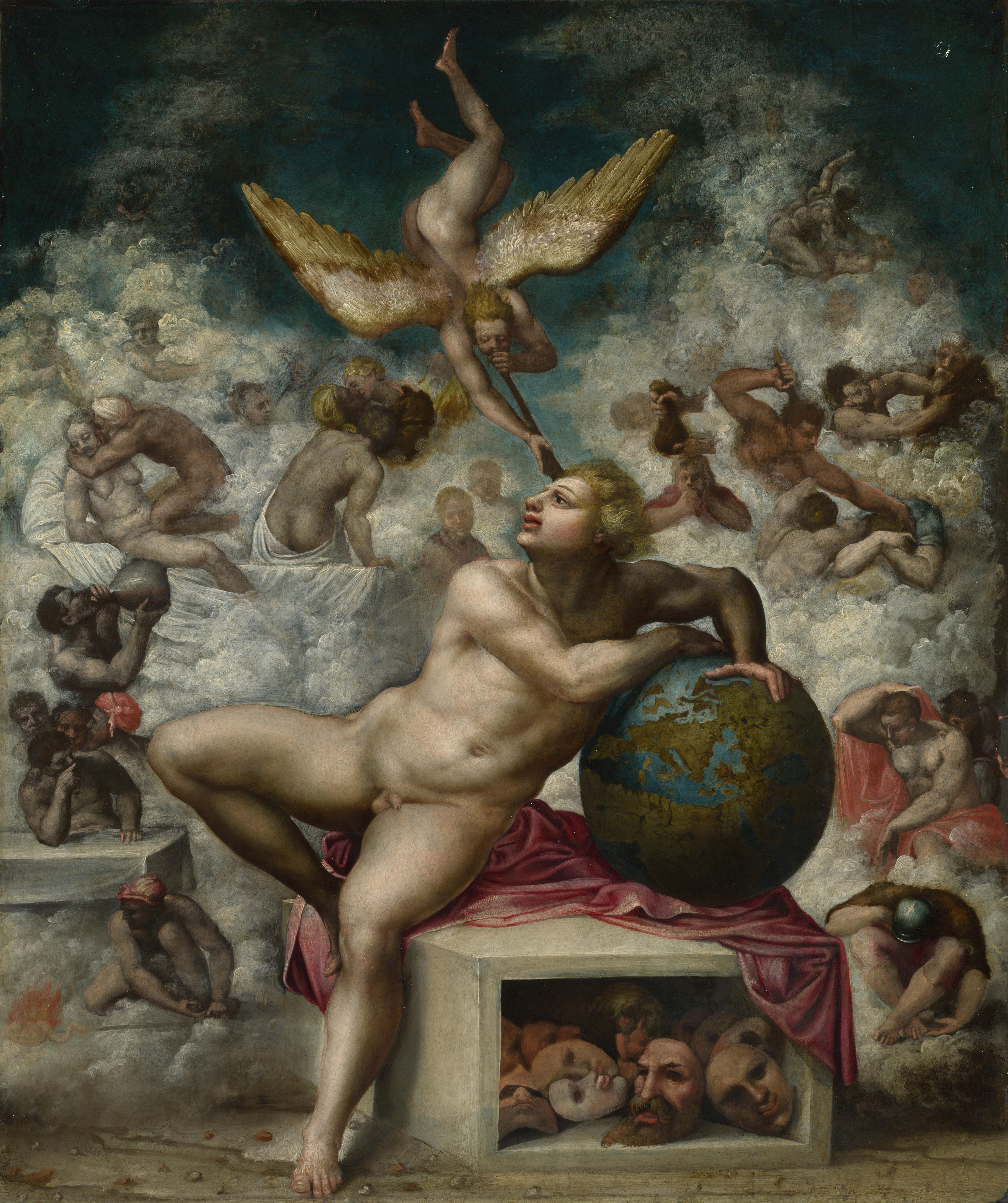
El sueño de la vida, ca. 1533, por desconocido pintor Manierista

"Pobre Dionis" es calificado por algunos exegetas (incluido el filólogo indio Amita Bhose) principalmente como una obra de ficción filosófica. El historiador y crítico Nicolae Iorga simplemente vio la obra como "ilegible, si no fuera por la belleza de cada pasaje". Cualquier idea compleja, argumenta Iorga, solo hablaba de la fascinación de Eminescu por los tropos filosóficos y resultaba "extraña". Nae Ionescu, el controvertido ensayista y lógico, también declaró que el trabajo es filosóficamente ambicioso, pero incoherente: "Toda la desalentadora falta de lógica que caracteriza a este cuento es una prueba a los ojos de cualquiera de que Eminescu no era un filósofo." En su opinión, Eminescu simplemente trató de dar una representación literaria al kantianismo, e imitar la "Crítica de la razón pura". El filólogo Alexandru Al. Philippide supone que todavía pueden existir algunos "matices filosóficos sutiles" en el relato, pero "cuando se trata del logro artístico, el cuento de hadas definitivamente disfruta de la primacía." A la misma conclusión llega su colega Perpessicius, quien señala que cualquier matiz kantiano está sumergido bajo "el prestigio del cuento de hadas". Constantin Noica se tomó las ambiciones de la obra más en serio, y señaló la sutileza de Eminescu al interpretar conceptos que eran nuevos para la filosofía rumana, en particular su intento de acuñar el término  nefinire  para "divisibilidad infinita ".
Otros sugieren que la duplicación del ser de Dionis no es necesariamente un comentario filosófico purista y, de hecho, puede ser irónico. El filósofo Horia-Roman Patapievici señala que, al leer la historia por primera vez cuando era adolescente, trazó sus vínculos con las opiniones de Gottfried Leibniz y Immanuel Kant. Revisando el proyecto en 1996, comenta: "Hoy no sé si este pensamiento es una mera idiotez o no". El desapego de Dionis de su sombra puede ser una discreta burla de sí mismo por parte de Eminescu, como sugirieron historiadores literarios como Tudor Vianu y Vera Călin. Señalan que Eminescu sigue al pie de la letra una crítica romántica del marco kantiano Categoría (Kant), en el que el espacio y el tiempo son meras realidades subjetivas. Del mismo modo, el crítico Henric Sanielevici vio la historia como principalmente un registro de la ruptura de Dionis con el positivismo, su "tirar hacia el pasado con una mano invisible".
G. Călinescu expresa un punto de vista mordaz al respecto. "Pobre Dionis", escribe, es simplemente "una novela de fantasía a la Théophile Gautier", y, para todas las pistas de Eminescu de  intertextual, la  reificación  de los conceptos kantianos no puede funcionar. Según los veredictos de G. Călinescu, Kant no veía el tiempo como subjetivo, sino más bien como un sujeto de fenómenos físicos; la interpretación de Eminescu proviene de críticos kantianos como Arthur Schopenhauer y  J. Fichte. Si «Pobre Dionis» es kantiano o schopenhaueriano ha sido tema de discusión entre otros críticos; según la filósofa Angela Botez, esto se debe principalmente a que Schopenhauer, que fascinaba al joven Eminescu, tomó prestadas y revolucionó algunas de las ideas kantianas centrales."En verdad", señala, "desde las reflexiones filosóficas que introducen la novela, y hasta la metempsicosis de Dionis, toda esta historia caótica es un poderoso eco de la crítica de Arthur Schopenhauer a los esquemas de Immanuel Kant. " Poco después de "Pobre Dionis", Eminescu escribió un diálogo, "Archaeus", que ridiculizó el idealismo trascendental de Kant, sugiriendo que incluso un ganso podría ser más confiable para entender el mundo. Según Perpessicius, esta pieza está "ligada a 'Poor Dionis' 'por hilos directos".
Varios historiógrafos señalan que el concepto de  mundo soñado precede a la escuela alemana por varias generaciones, encontrando su expresión literaria en  Calderón de la Barca  alegoría de 1635, antes de llegar a Gautier. La propia percepción de Eminescu del espacio-tiempo, como es evidente en la historia y en algunos poemas ( La steaua , por ejemplo), ha intrigado a los estudiantes rumanos de física, particularmente después de que se dieron cuenta de  Albert Einstein teoría de la relatividad. En 1928, Einstein recibió una carta de su admirador rumano, Melania Șerbu, que le informaba que "el pobre Dionis" se había anticipado a sus hallazgos; Einstein mantuvo correspondencia con Șerbu, pero no mostró interés en leer la historia. Además de investigar tales conexiones ella misma, crítico Ioana Em. Petrescu creía que el interés moderno de "Poor Dionis", y de la obra de Eminescu en general, estaba dado por sus múltiples niveles, y especialmente por sus sugerencias hermenéutica. En su opinión, el libro de Zoroastro es un espejo del símbolo del mundo, como en la terminología deconstrucción acuñada por Jacques Derrida.
Las diversas reminiscencias folclóricas de la historia son introducidas en parte por el localismo romántico. Se extienden a través de la mitología cristiana, en  apócrifos del Nuevo Testamento,  herejía y gnosticismo. En la década de 1960, la académica Rosa del Conte propuso que el texto aludía a religión babilónica, budismo,  orfismo, mitraísmo y bogomilismo . El filólogo Anca Voicu también escribe que la fuente gnóstica, un préstamo del mito " caída de Sophia" (con algunos ecos del Libro de Proverbios y otros escritos ortodoxos), es ' 'Pobre Dionis' 'muy "materia narrativa". La descripción de los ángeles se toma directamente del Apocalipsis de Pablo, while the moonscape replicates visions of paradise found in ancestral Romanian stories. La apariencia híbrida de Rubén también sigue las primeras ideas rumanas sobre los atributos físicos de la sabiduría. El ideal de una dama inalcanzable pero deseable, visto desde abajo, es descrito por el historiador de la cultura Ioan P. Culianu como un guiño en la dirección de la mitología damisela en apuros.
Entre los eruditos de Eminescu, Bhose ha abogado por que el trabajo sea visto como una de las contribuciones de Eminescu Hinduismo en Rumania]. Ella cree que, más allá de adoptar el discurso kantiano y schopenhaueriano, "Pobre Dionis" incorpora ecos de la filosofía Vedanta y los Upanishads (que se sabe que fueron leídos en traducción por el joven Eminescu), aunque ella afirma, el texto no sigue estas ideas al pie de la letra. Bhose ve la novela como similar al "Advaita Vedanta", la escuela metafísica de Adi Shankara. Shankara predicó que todos los seres en el cosmos son reflejos de una  presencia divina sin forma. También según Bhose, conceptos como percepción del tiempo y reencarnación llegaron a Eminescu a través de filosofía hindú.

### Sátira romántica y obra protosimbolista
Más allá de su aparente cultivo de la filosofía alemana, "Poor Dionis" es estilísticamente un homenaje al Romanticismo alemán. Está más estrechamente relacionado con las obras de fantasía de finales del siglo XVIII de E. T. A. Hoffmann o Novalis. Entre los eruditos de Eminescu, Perpessicius, Philippide, Simion y Constantin Ciopraga ven una conexión especial entre Dionis y Heinrich von Ofterdingen, el juglar "Flor azul" de la prosa de Novalis. Además de este motivo floral, Eminescu toma de Novalis todo el recurso narrativo de secuencia de sueños, and the uchronic worldview of "magical idealism". De Adelbert von Chamisso, el escritor rumano tomó prestado un motivo de " hombre sin sombra" que ya lo había inspirado a escribir el cuento de 1869 "Mi sombra". La caracterología de Eminescu es descrita por varios autores como un guiño en la dirección de  J. W. Goethe y su   Fausto , que también cuenta la historia de un sabio mal adaptado que reclama el universo.
Dumitrescu-Bușulenga propone que el Romanticismo Hoffmann de Eminescu, con ecos más distantes de la ficción gótica, toma conceptos filosóficos alemanes sólo como un recurso literario, mientras que  comparatista Matei Călinescu ve tanto a Hoffmann como a Eminescu como autores interesados en el lado "absurdo" de la fantasía. Sostiene que, en "Poor Dionis", los lectores se sumergen lentamente en "un suave caos de signos", en lugar de enfrentarse al puro terror gótico. Según lo leído por Botez, la resolución de "Pobre Dionis" parece estar "burlándose de los lectores" y de su expectativa de coherencia lógica. Siguiendo los patrones encontrados en Hoffmann y Jean Paul, esta técnica también anunció desarrollos en literatura posmoderna.
Cugetările , un compañero en rima de la novela, se ha leído así como una auto-ironía "típicamente romántica"., "cinismo bohemio", or a "grave parody". Según Vera Călin, el apéndice "parafrasea ingeniosamente" la filosofía schopenhaueriana, en la clave lúdica de  La vida y opiniones de Tomcat Murr (Tomcat Murr) .

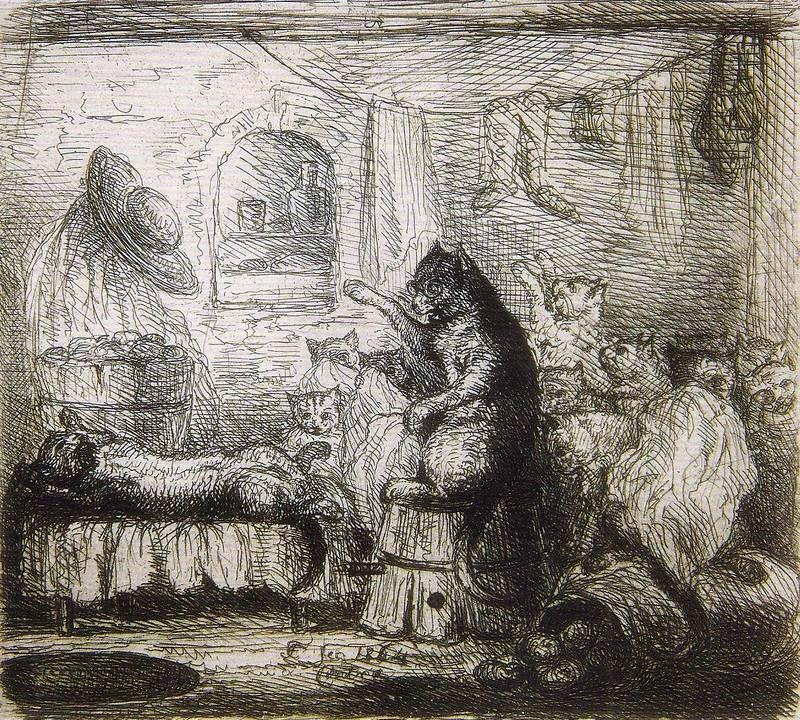
Tomcat Murr, grabado de 1864 por Ferdinand II de Portugal

La broma es sobre varios poetas cultivados por "Junimea", que eran completamente diferentes en estilo y enfoque. Las versiones preliminares del poema especifican los objetivos principales: el poeta-soldado  junimista  Theodor Șerbănescu y, más allá de él, el ídolo de la "Joven Alemania" Heinrich Heine. En  Cugetările , Eminescu introduce el neologismo burlón s  a heiniza , "a Heinefy", y  motănime , "enjambre de gatos", que se alternan y contrastan con palabras de las profundidades capas del léxico rumano. Como algunos teóricos alemanes de la época, Eminescu estaba convencido de que los "jóvenes geniales" de todas partes se habían propuesto destruir la civilización, refiriéndose a ellos como "idiotas" con "cuerpos podridos".; como señaló el erudito Ioana Pârvulescu, Dionis es ostensiblemente un poeta por vocación, capaz de unir versos consumados en un desafío. El apéndice "Cugetările", cree Simion, explica que "Pobre Dionis" no debe interpretarse como un escenario pasivo y contemplativo: "La imagen del mundo como el sueño insípido de un gato parece una atrevida minimización de conceptos filosóficos, curiosamente en un espíritu como el de Eminescu, tan atraído por las cuestiones especulativas, sin embargo, una vez que lo ponemos todo a la altura de la intención polémica del poeta, su parodia de la meditación y la burla de las representaciones cosmogónicas revelan su verdadero significado."
Como lamentación de la marginalidad del poeta en la sociedad moderna, el fragmento de poesía es, según el escritor y académico Mihai Zamfir, simplemente un "cliché romántico". En su descripción del alojamiento de Dionis, particularmente para "Cugetările", Eminescu puede haberse inspirado en grabados hechos después del lienzo de Carl Spitzweg, "El pintor pobre". La historiadora de ideas Ana-Stanca Tăbărași sugiere que la atmósfera declinante de Spitzweg Biedermeier fue localizada por Eminescu, tratada con irónico desapego y completada con alusiones intertextuales a otro motivo alemán:   Komm, süßer Tod , para  Cugetările  concluyente "ven, oh, duerme o ven, oh muerte". El erudito Virgil Nemoianu también ve la historia como esencialmente "Biedermeier", envuelta en un romanticismo "domesticado" o "elevado".
Varios comentaristas han revisado las lecturas casuales de la historia como una broma del romanticismo tardío, al mismo tiempo que han rechazado su interpretación en términos puramente filosóficos. Según la erudita Ilina Gregori, los niveles realistas y oníricos de "Poor Dionis" nunca deberían separarse. Según Gregori, la obra en su conjunto es un " onírico manifiesto", un ataque a las convenciones mismas del realismo literario. Del mismo modo, el escritor Eugen Cadaru propone que "Pobre Dionis" es una contribución rumana al realismo mágico.
Pobre Dionis  es fundamental para otro debate, que se centra en el estado de Eminescu como un romántico tardío, frente a su posible papel como precursor del  Simbolismo. La historia de Eminescu fue alabada por el poeta y crítico Benjamin Fondane, una figura prominente en el círculo simbolista de Rumania (movimiento simbolista en Rumania) (ca. 1915). Fondane consideraba al "Pobre Dionis" como una verdadera obra maestra simbolista, y su terminología también incluye a Novalis entre los simbolistas. N. Davidescu, el propagandista simbolista, que en 1939 describió a Eminescu como el primer simbolista de Rumania. La afirmación de Davidescu fue rechazada por Lovinescu, quien insistió en que Eminescu y "Poor Dionis" solo parecían simbolistas debido a una deuda sustancial con el kantismo. La conexión simbolista fue revisada en 2008 por el investigador Rodica Marian, quien ve a "Poor Dionis" como compatible con "Bruges-la-Morte", de Georges Rodenbach. Ella identifica ambas obras como poema en prosa.

### Memoria y declaración política
En varias interpretaciones críticas de la novela, se hace especial hincapié en la posibilidad de que Dionis sea el "alter ego" del escritor. La historia nunca revela si Dionis o Dan es el protagonista real; según Pârvulescu, la solución es "tan simple que todos la pierden por mucho: el héroe 'real' de estos episodios es el poeta, sin importar el seudónimo que tenga. utiliza, y su sueño es el poema ". Al principio, los admiradores de Eminescu eran especialmente propensos a llegar a esta conclusión. El poeta eminesciano Alexandru Vlahuță señala que imaginaba a Eminescu como una especie de Dionis sonámbulo y que, para su sorpresa, su ídolo era más bien "un hombre robusto y de rostro redondo, envejecido, de pelo corto y vestido como cualquier otro". En 1930, sin embargo, Victor Morariu amplió la comparación de Dionis para describir el Eminescu de la vida real como un caso de fracaso social.
Entre los primeros críticos, GD Pencioiu adoptó una posición radical  socialmente determinista, proponiendo que  Pobre Dionis  y su contenido schopenhaueriano eran el producto de la frustración con, y el alejamiento de, "sociedad burguesa ". Hasta cierto punto, la noción resurge en otros eruditos con inclinaciones biográficas. Iorga creía que el trabajo no solo era genéricamente autobiográfico, sino también un registro real de las diversas inmersiones culturales de Eminescu, incluida su carrera indigente como  apuntador en Bucarest y Giurgiu, y su perdurable afecto por Iași. Al resistirse a la glorificación póstuma de Eminescu, Lovinescu también sugiere que, como su protagonista, Eminescu vivió sus últimas décadas en una miseria abyecta. De manera más general, Sanielevici describió "Pobre Dionis" como un registro de la juventud, "con sus ilusiones, su dulce dolor, su espejismo de amor eterno y vida de cuento de hadas"; "los lectores sentirán que lo coescribieron". Sabiendo que Eminescu murió como paciente de la sala mental, algunos han argumentado que los episodios de viaje son registros de una esquizofrenia en desarrollo.
Mucha discusión rodea la topografía del paisaje apocalíptico de Eminescu. G. Călinescu hace una mención especial al hecho de que, aunque sigue el culto romántico a las ruinas y la decrepitud, Eminescu no usa sus convenciones para deplorar la decadencia: "Todo lo contrario, Eminescu se regocija". El episodio en el que Dionis-Dan reforma su universo también tiene una nota personal: Dumitrescu-Bușulenga ve aquí un "último eco" de la creencia juvenil de Eminescu en sus propios poderes creativos, coronando su idealización del artista romántico como un monstruo Lucifer. La misma característica es notada por Ioana Em. Popescu, según quien Dionis es la expresión de una ambición inconmensurable, una figura de Catilina. Según lo leído por Pompiliu Constantinescu, Eminescu está principalmente dominado por su   Eros , y en  Poor Dionis  se describe a sí mismo como el erótico   daimon . La nota trágica de la historia, concluye, está en la subordinación del "daimon" al demiurgo: amor no correspondido, seguido de la retirada hacia la creatividad. En su propio ensayo sobre la sexualidad de Eminescu, IP Culianu postula que  Pobre Dionis  rebosa de autoconfesiones, aspiraciones e ideales románicos: el amor no correspondido de Dionis es el propio  voyeur del autor, idealizando su transformación en un "pretendiente deseable".
Hasta cierto punto, esta transfiguración también aparece en el tratamiento de Eminescu de otros escenarios y paisajes. La Bucarest de la imaginación de Eminescu no solo se ve afectada por la magia, sino que también sufre de "incoherencia topográfica" (expresión utilizada por la experta de Eminescu, Ioana Both). Del mismo modo, la presencia de Rubén en la Moldavia medieval temprana, donde es empleado por una Academia de Socola (Monasterio de Socola) que aún no existe, es destacada por Simion como "un anacronismo evidente". En su relato hostil, George Panu destaca las cuestiones planteadas por la creencia de Eminescu en la simplicidad prístina: "En busca de ese viejo tipo rumano, Eminescu había llevado a su héroe," Pobre Dionis ", hasta la época de Alejandro el Bueno, y deseando para confrontarnos con casas antiguas, amplias terrazas y costumbres ancestrales, recurrió a inventarlas ".
Tal indiferencia  ucrónica tiene implicaciones políticas: en el fondo, "Pobre Dionis" es uno de varios textos de Eminescu donde el medievalismo ocupa un lugar central, destacando su visión conservadora de la historia. La opinión de Panu fue adoptada y matizada por exegetas posteriores. El historiador Alex Drace-Francis señala que el trabajo de Eminescu sigue la tendencia del nacionalismo rumano, mistificando el pasado histórico y  tradición "inventada": "La novela corta fue sólo una de las formas en las que Eminescu mostró su capacidad para unir la lógica mágica del cuento de hadas tradicional con una lógica histórica notablemente moderna del destino nacional. Tales ficciones fueron un avance sustancial en la imaginación de la continuidad, colocada en un nuevo plano psicológico ". El autor Mihai Cimpoi también señala que: "En la visión  palingenética de Eminescu, la Edad Media es una  edad de oro, el objeto de todas las proyecciones idealizadas".
Un enfoque político es evidente en el tratamiento de Eminescu del carácter judío, que es un forastero familiar tanto en el entorno medieval como en el moderno. El antropólogo cultural Andrei Oișteanu propone que, por sí solo, Rubén el judío puede encarnar un estereotipo positivo, el del "rabino sabio", que tiene algunas raíces profundas en el folclore rumano. Las referencias indirectas a los antecedentes de Ruben  Sefardí y su negativa a convertirse pueden mostrar que Eminescu consideró el  Expulsión de 1492 como una tragedia colectiva. El episodio fue citado por el erudito Petru Zugun como evidencia de que Eminescu no era un xenófobo, como han argumentado otros historiadores. En general, sin embargo, Eminescu tenía una actitud ambigua hacia los judíos, virando entre caracterizaciones completamente positivas y arrebatos antisemitas. Ioana Both ve una conexión entre la pesadilla apocalíptica de una ciudad atormentada por demonios, por un lado, y, por el otro, los artículos políticos de Eminescu, que proclaman que Rumanía está siendo invadida por extranjeros.

## Influencia

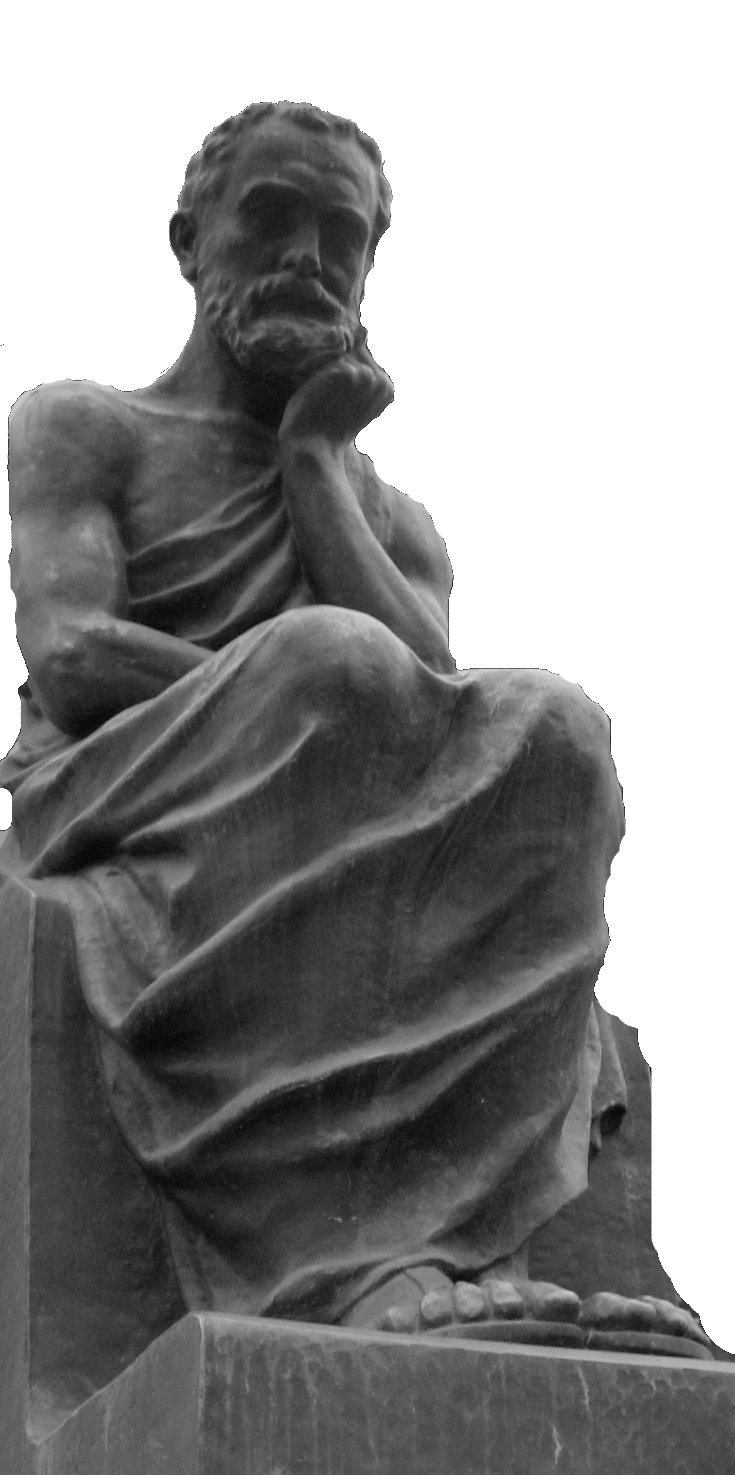
El "Filósofo" de Ion Schmidt-Faur, comúnmente visto como una representación de Dionis

Incluso antes de ser recuperado por los simbolistas, "Poor Dionis" fue emulado por Ioan Slavici. Más tarde, en la década de 1870, Slavici tenía la intención de escribir un spin-off, uno basado en el Platonismo en lugar de ideologías alemanas. En 1890, un año después de la muerte de su autor, "Poor Dionis" apareció en una antología de Eminescu compilada por Vasile Morțun, y reapareció en las "Obras completas" de 1914, publicadas por A . C. Cuza. Fue solo durante ese intervalo que el primer comentario crítico, escrito por Nicolae Iorga, apareció en George Panu  Lupta; en 1906, Panu también contribuyó con notas que reafirmaban su crítica de la obra como "una locura", pero también incluían algunas palabras de elogio. Además de Fondane y Davidescu, otros simbolistas rumanos estaban entusiasmados con la creación de Eminescu. Entre ellos se encuentra el poeta Gheorghe Orleanu (1873-1908), quien, junto con Eugeniu Botez y Constantin Calmuski, reescribieron la historia en una obra simbolista de cinco actos. Se realizó sólo una vez, en junio de 1909, para el festival Eminescu en Galați, y se destaca principalmente por fusionar poemas de Eminescu y Veronica Micle en el formato dramático. Adaptaciones similares fueron escritas por el actor State Dragomir. y por el alumno de Dragomir, Nicolae Beligan. También se cree comúnmente que la historia inspiró la escultura "Filósofo", completada por Ion Schmidt-Faur en la década de 1920 como parte de  el monumento Eminescu en Iași; la obra también puede ser un autorretrato de Schmidt-Faur.
En general, "Pobre Dionis" y todas las demás obras en prosa de Eminescu fueron sólo marginalmente relevantes para los estudiantes de Eminescu, hasta bien entrado el período de entreguerras. Para entonces, sin embargo, la historia había llamado la atención de Carlo Tagliavini, quien publicó un comentario sobre ella para un público lector italiano (1923). La difusión de la literatura modernista, y su crecimiento hacia el rumano "Trăirism" (un cultivo de la experiencia inmediata), generalizó el interés en la prosa fantástica de Eminescu. Aunque el trabajo había sido censurado por su mentor, Nae Ionescu, "Trăirists" revivió al héroe incomprendido dionisiano; Los primeros casos de estudio incluyen el "Interior" de Constantin Fântâneru (1932). Originalmente impresionado por "Pobre Dionis", el discípulo novelista de Ionescu, Mircea Eliade, también introdujo referencias a la historia en su novela de 1936, "Domnișoara Christina". Al releer la historia durante la Segunda Guerra Mundial, Eliade se declaró: "menos entusiasmado que antes. En algunos lugares, el lenguaje de Eminescu es viscoso, artificial; abundan las cacofonías". Durante el mismo intervalo, la industria cinematográfica rumana (Cine de Rumanía), supervisada por directores designados por el estado Nichifor Crainic e Ion Filotti Cantacuzino, dirigió su atención a la novela de Eminescu. El poeta Dan Botta se encargó de escribir un guion de "Poor Dionis", que se imprimió en " Familia" y recibió buenas críticas. Este proyecto fue finalmente interrumpido por el cambio de marea en el Frente Oriental (Frente Oriental (Segunda Guerra Mundial)).
Bajo el  régimen comunista rumano, "Pobre Dionis" y "Cugetările" eran los estándares del  plan de estudios estatal, con el acento recayendo en la difícil situación de genios incomprendidos viviendo en la miseria. Como señala Mihai Zamfir, este enfoque tendió a favorecer "fragmentos de borradores" sobre la versión publicada. En 1969, el actor Emil Botta (hermano del poeta y guionista) grabó su interpretación de "Cugetările", reeditada en 2011. Antes de la caída del comunismo (Revolución rumana de 1989), los autores rumanos ("Optzeciști") del modernismo tardío ("Optzeciști") de Rumanía también recuperaron la "Pobre Dionis", y luego por los  posmodernistas. La entrega de 1996 de " Blinding", de Cărtărescu, hace referencias de culto o irónicas a la historia de Eminescu. El interés por la prosa de Eminescu también se mantuvo vivo entre los rumanos de la República Socialista Soviética de Moldavia, donde, en 1979, Gheorghe Vrabie publicó sus ilustraciones para la historia.
Bajo el poscomunismo, la historia de Eminescu permaneció fuera del plan de estudios nacional, aunque "Cugetările" se incluyó como material de lectura opcional en algunos libros de texto de la escuela secundaria. También fue la obra de apertura de la antología de "poesía felina" de Șerban Foarță, publicada en 2008, mientras que Cătălina Buzoianu (antes de 2005) reorganizó toda la historia en una obra corta. Asimismo, el discurso de Eminescu sobre la relatividad, como su posible parentesco con la teoría de la relatividad, desde entonces ha continuado estimulando a los críticos y científicos rumanos. Escribiendo en 2006, el matemático y ensayista Solomon Marcus sugirió que "tales menciones generalmente se han visto comprometidas por exageraciones que convertirían al poeta en un precursor (si no en un coautor) de la teoría de la relatividad. Afortunadamente, enfoques más serios han seguido desde entonces".
En 1904, "Bukarester Tagblatt" publicó una traducción de "Poor Dionis" al alemán, escrita por W. Majerczik y Henric Sanielevici. Esto fue seguido diez años más tarde por la versión de M. Schroff. Incluso después de descartar el simbolismo por existencialismo judío, Fondane era un ávido lector de "Pobre Dionis". En 1929, había tomado la iniciativa de traducir la historia a su francés adoptivo, sin llegar nunca a terminar ese trabajo. Aunque  Cugetările  fue traducido al francés tanto por S. Pavès (1945) como por Veturia Drăgănescu-Vericeanu (1974), una versión francesa completa de "Poor Dionis" no se publicó hasta 1993, como parte de la colección "Actes Sud", con Michel Wattremez como autor. Sylvia Pankhurst hizo varias traducciones al inglés, con una versión definitiva solo publicada en 1979 por la  Revista Rumana . Poor Dionis fue la primera obra de Eminescu en aparecer en serbio, en una versión realizada por Lepoša Pavlič (1940); una traducción rusa se publicó en Chișinău en 1980. El corpus completo de las obras en prosa de Eminescu fue traducido al chino por Feng Zhichen, de la Universidad de Estudios Extranjeros de Beijing. Su primera edición salió en 2003.